# Castianeira russellsmithi
Castianeira russellsmithi är en spindelart som beskrevs av Christa L. Deeleman-Reinhold 200. Castianeira russellsmithi ingår i släktet Castianeira och familjen flinkspindlar.
Artens utbredningsområde är Sulawesi. Inga underarter finns listade.